# New Zealand State Highway 97
Der New Zealand State Highway 97 (auch State Highway 97 oder in Kurzform SH 97) ist eine Fernstraße von nationalem Rang auf der Südinsel von Neuseeland, die in dieser Form seit 2003 besteht.

## Strecke
Der SH 97 zweigt nördlich von Lumsden bei der kleinen Ortschaft Five Rivers vom New Zealand State Highway 6 ab. Er führt nach einem kurzen Stück in nordwestlicher Richtung hauptsächlich in südwestlicher Richtung bis zum New Zealand State Highway 94 bei Mossburn, wobei er kurz davor den Ōreti River überquert.